# Thạc sĩ Khoa học

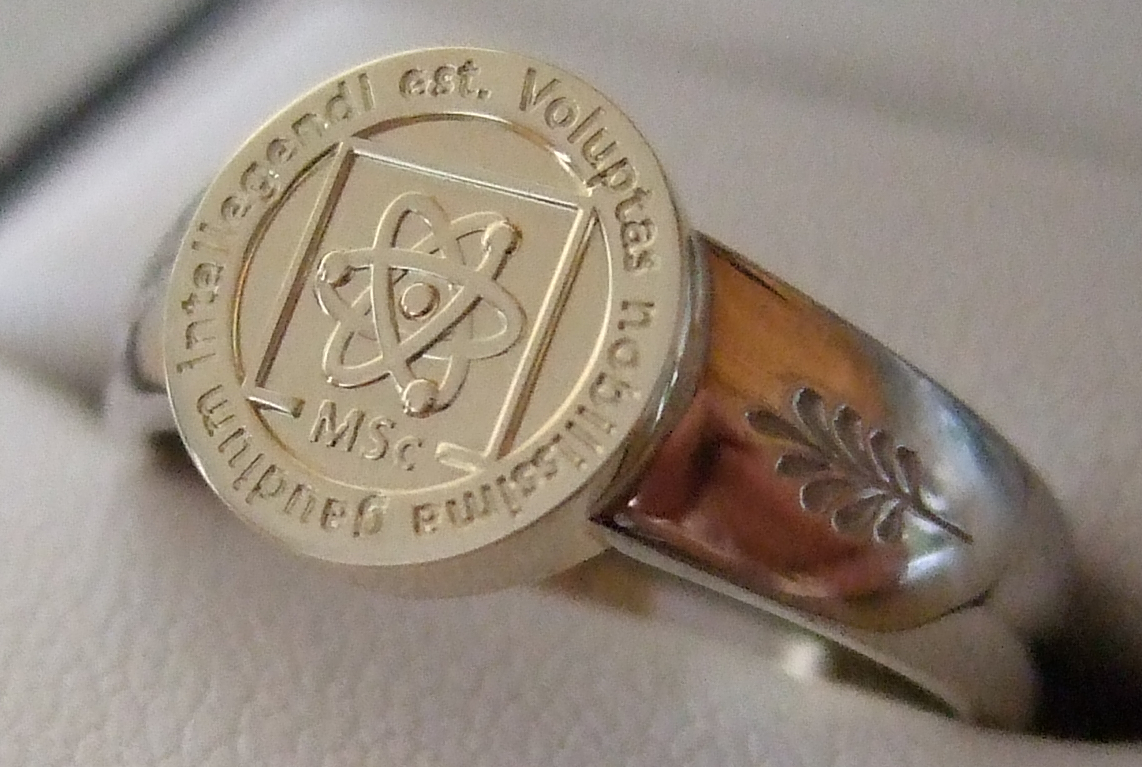
Một chiếc nhẫn tốt nghiệp có khắc danh hiệu MSc

Thạc sĩ Khoa học (tiếng Latinh: Magister Scientiae; abbreviated MSc, M.Sc., M.Sci., M.Si., Sc.M., M.S., MS) là một văn bằng chứng chỉ thạc sĩ đào tạo sau đại học  được cấp ở nhiều trường đại học, học viên trên thế giới.
Chứng chỉ này được cấp chủ yếu cho các nghiên cứu về khoa học, kỹ thuật hay y học, và thường dành cho các chương trình tập trung về các môn học khoa học và toán học. Tùy theo chương trình học, các cá nhân theo học chứng chỉ Thạc sĩ Khoa học thông thường cần làm khóa luận.